# 華の別れ
『華の別れ』（はなのわかれ）は、東海テレビ制作・フジテレビ系列で、1989年（昭和64年→平成元年）1月4日〜3月31日に放送された昼ドラマである。
ロシアの文豪トルストイの『復活』を日本に舞台を移しドラマ化した作品。『華の嵐』、『華の誓い』と「華三部作」を形成しているが、他の2作とは制作プロダクションやスタッフが異なる。

## 概要
別荘の管理人の仕事をする母をもつ幸子は、ブティックに勤めるデザイナーの卵。ある日、母の管理する別荘の息子・哲男が留学先のアメリカから帰国することになった。幸子には良司という恋人がいる。しかし、強引な哲男に幸子は惹かれはじめる。

## キャスト
- 和泉幸子：手塚理美
- 根岸哲男：速水亮
- 根岸美智子：島村佳江
- 根岸賢造：早川雄三
- 根岸文子：上月左知子
- 和泉綾：市川千恵子
- 和泉真吾：中山秀征
- 翼：江口雄大
- 柿本隆三：山本紀彦
- 青木秘書：堀井真吾
- 専務：上田忠好
- 山形専務：庄司永建
- 秘書：林寸奈保
- 緒方良司：村田雄浩
- 雅子：平沢智子
- 辰子：五月晴子
- 葉子：一柳みる
- 小夜子：斉藤絵里
- 利恵：加藤由美
- 和子：松永琴
- とき：長谷川待子
- 洋一：石丸謙二郎
- 光子：川村一代
- 警部補：園田裕久
- 妙子：此島愛子
- バーの用心棒：辻久也
- 宮下：潮哲也
- 松川：西田良
- 滝沢：内田勝正
- 洋平：竹沢慶
- 芳：松風はる美
- 恵子：大川陽子
- 滝沢の弟子：松井千佳
- 広田医師：平泉成
- 小林：秋田久美子
- 新井量大

## スタッフ
- 原作：レフ・トルストイ『復活』
- 企画：出原弘之（東海テレビ）
- 脚本：香取俊介、田代淳二、鶴島光重
- 音楽：久石譲、長谷川智樹
- カメラ：宮本幸夫
- VE：山下輝良
- 照明：田中光雄
- 音声：山崎善一
- 整音：安藤邦男
- 効果：諸橋一男
- 編集：小幡徹也
- スチール：星野健一
- ピアノ指導：西村有子、大島俊一
- 美術デザイン：金子幸雄
- 美術制作：室伏清
- スタジオ：にっかつ撮影所
- 衣裳：東京衣裳
- メイク：STUDIO717
- 装飾：日本映像装飾
- 装置：にっかつ美術センター
- 技術：桜井茂
- 技術協力：東通
- プロデューサー補：中根康邦、八鍬敏正、吉沢光司、西木晋
- 演出補：石川達郎、嶋田明美
- 記録：新井あつ子
- 衣裳協力：TRIM SEAM、株式会社ジュネビビアン、株式会社サン・レオナール、きもの「やまと」
- 協力：ヤマハ、MDM TOKYOマスダ増、ACE、東京モード学園
- プロデューサー：小野俊和（東海テレビ）、丸山豊（アオイスタジオ）
- 演出：松生秀二、花堂純次、中村金太、小野俊和
- 制作：東海テレビ、アオイスタジオ

## 主題歌
- 『冬の旅人』（レーベル：NECアベニュー）[2][3]
  - 作詞：松本一起 / 作曲：久石譲 / 唄：久石譲